# Нестеровичі
Нестеро́вичі (рос. Нестеровичи) — присілок у складі Юр'янського району Кіровської області, Росія. Входить до складу Загарського сільського поселення.
Населення становить 1 особа (2010).